# IC 5369
IC 5369 је спирална галаксија у сазвјежђу Андромеда која се налази на листи објеката дубоког неба у Индекс каталогу.
Деклинација објекта је + 32° 42' 9" а ректасцензија 23h 59m 50,6s. Привидна величина (магнитуда) објекта IC 5369 износи 14,4 а фотографска магнитуда 15,2. IC 5369 је још познат и под ознакама CGCG 499-27, CGCG 498-55, PGC 73190.